# فرودگاه استپاناوان
فرودگاه استپاناوان (ارمنی: Ստեփանավան օդանավակայան; انگلیسی: Stepanavan Airport) یک فرودگاه همگانی است که یک باند فرود آسفالت دارد و طول باند آن ۱۹۹۸ متر است. فرودگاه استپاناوان در ارتفاع ۱۴۷۴ متری از سطح دریا واقع شده است.
این فرودگاه در شهر استپاناوان کشور ارمنستان قرار دارد.